# 邢淑孍
邢淑孍（1914年4月19日—2014年8月24日）。大連人。民國37年（1948年）在大連市選區當選第一屆立法委員。

## 生平[1][2]
- 國立東北大學經濟系畢業
- 革命實踐研究院第二十二期結業
- 蘭州中學教員
- 貴陽政治部宣傳組主任
- 中華婦女工作委員會東北分會委員
- 大連市婦女工作委員會主任
- 東北婦女雜誌社委員、東北週報社顧問、東北週報婦女欄主筆